# Niels Gade
Niels Wilhelm Gade (1817-1890) là nhà soạn nhạc, nhạc trưởng, nghệ sĩ violin và organ người Đan Mạch. Ông chính là thầy của nhà soạn nhạc vĩ đại người Na Uy Edvard Grieg trong khoảng thời gian Grieg đang học âm nhạc tại Copenhagen.